# وورت (شلسویگ-هولشتاین)
وورت (به آلمانی: Worth) یک شهر در آلمان است که در هرتسوگتوم لاونبورگ واقع شده‌است. وورت ۱۶۸ نفر جمعیت دارد.